# Antônio Carneiro da Rocha
Antônio Carneiro da Rocha (Salvador, 21 de setembro de 1842 — Salvador, 30 de setembro de 1925) foi um advogado e político brasileiro.
Filho de Nicolau Carneiro da Rocha e Ana Soares. Foi ministro da Marinha, de 6 de maio a 3 de julho de 1882 (ver Gabinete Martinho Campos), ministro dos Transportes, de 6 de junho de 1884 a 6 de maio de 1885, e ministro da Agricultura, de 6 de junho de 1884 a 6 de maio de 1885 (ver Gabinete Dantas). Em 1886 participou da fundação da Sociedade Baiana de Imigração, filial da Sociedade Central de Imigração do Rio de Janeiro.
Também foi senador e prefeito de Salvador, de janeiro de 1908 a fevereiro de 1912, além de fundador do Instituto dos Advogados da Bahia, e seu primeiro presidente. Foi em sua gestão que a barragem de Pituaçu foi concluída e inaugurada.